# 파멜라 수잔 슈프
패멀라 수전 슈프(Pamela Susan Shoop, 1948년 6월 7일 ~ )는 미국의 배우이다.
할리우드에서 태어났다.

## 출연 작품

### 영화
- 할로윈 2: 저주받은 병실 (1981) - 카렌 베일리 역

### 텔레비전
- 전격 Z작전  - 파일럿 (1982년)
- 달리는 사이먼 (1981년)
- 더 폴 가이 (1981년)
- 베틀스타 갤럭티카 3 (1980년)
- 기동순찰대 (1977년)
- 원더 우먼 - TV 시리즈 (1975년)